# Le Dernier Métro
Ne doit pas être confondu avec Dernier Métro.
Pour plus de détails, voir Fiche technique et Distribution.
Le Dernier Métro est un film français réalisé par François Truffaut sorti en 1980.
Lors de la 6e cérémonie des César, le film fait un triomphe, obtenant dix César, dont les cinq plus prestigieux, ceux du meilleur film, du meilleur réalisateur, du meilleur scénario, du meilleur acteur (pour Gérard Depardieu) et de la meilleure actrice (pour Catherine Deneuve).

## Synopsis
Depuis que la moitié Nord de la France a été envahie par les nazis, les Parisiens passent leurs soirées dans les salles de spectacles, pour ne pas avoir froid. En septembre 1942, l'actrice de renom Marion Steiner ne pense qu'aux répétitions de la pièce norvégienne, La Disparue, qui va être jouée dans le théâtre Montmartre, dont elle assure la direction à la place de son mari Lucas Steiner, Juif Allemand exilé qui s'est officiellement réfugié en Amérique. En réalité, il vit dans les caves du théâtre. Chaque soir, Marion lui rend visite, recueille ses directives et commente avec lui le travail des comédiens, notamment celui du jeune premier de la troupe, Bernard Granger. Grâce à un tuyau d'aération relié à la scène, Lucas dirige les répétitions par personne interposée, son collaborateur Jean-Loup Cottins (metteur en scène introduit auprès des milieux collaborateurs), et se rend compte que sa femme est tombée amoureuse de Granger. Ce dernier, désireux de s'engager dans la Résistance, est le seul de la troupe à aider Lucas lors d'une perquisition de la Gestapo. La pièce est un succès et les spectateurs rejoignent chaque soir leur habitation par les rues sans lumière et sans taxis, d'où l'importance du dernier métro. Mais le théâtre connaît des jours difficiles, du fait de la jalousie d'un critique de théâtre antisémite et hargneux. Excédé par un de ses papiers, Bernard est à l'origine d'un scandale qui l'incite à abandonner le théâtre et rejoindre la Résistance. À la libération, Marion rend visite à Bernard, blessé, à l'hôpital… mais le rideau tombe, révélant qu'il s'agit de la dernière scène d'une nouvelle pièce dirigée par Lucas Steiner désormais réhabilité et acclamé par la foule.

## Fiche technique
- Titre : Le Dernier Métro
- Réalisation : François Truffaut
- Scénario et dialogues : François Truffaut, Suzanne Schiffman et Jean-Claude Grumberg
- Musique : Georges Delerue, chansons des années 1930-1940
- Producteur : François Truffaut (non crédité)
- Production : Les Films du Carrosse, SEDIF Productions, Société française de production (SFP) et TF1 Films Production
- Directeur de production : Jean-José Richer
- Régisseur : Jean-Louis Godfroy
- Directeur de la photographie : Nestor Almendros
- Montage : Martine Barraqué
- Chef décorateur : Jean-Pierre Kohut-Svelko
- Costumes : Lisele Roos
- Assistants réalisateur : Suzanne Schiffman, Emmanuel Clot
- Ingénieur du son : Michel Laurent
- Distribution : Gaumont (France)
- Pays de production :  France
- Durée : 131 minutes
- Genre : Drame, romance et guerre
- Tournage : du 28 janvier au 21 avril 1980
- Date de sortie : 
  - France : 17 septembre 1980
- Affiches : Macario Gómez Quibus (Espagne), René Ferracci (France)

## Distribution
- Catherine Deneuve : Marion Steiner (Hélèna dans la pièce)
- Gérard Depardieu : Bernard Granger (M. Carl dans la pièce)
- Heinz Bennent : Lucas Steiner
- Jean Poiret : Jean-Loup Cottins
- Andréa Ferréol : Arlette Guillaume
- Paulette Dubost : Germaine Fabre
- Jean-Louis Richard : Daxiat
- Maurice Risch : Raymond Boursier
- Sabine Haudepin : Nadine Marsac (Harriette dans la pièce)
- Christian Baltauss : remplaçant de Bernard
- Pierre Belot : réceptionniste
- René Dupré : Valentin
- Aude Loring
- Alain Tasma : Marc
- Rose Thierry : mère de Jacquot / concierge
- Jacob Weizbluth : Rosen
- Jean-Pierre Klein : Christian Leglise
- Rénata : Greta Borg, la chanteuse de cabaret
- Marcel Berbert : Merlin
- Hénia Ziv : Yvonne, la femme de chambre
- László Szabó : lieutenant Bergen
- Martine Simonet : Martine, la voleuse
- Jean-José Richer : René Bernardini
- Jessica Zucman : Rosette Goldstern, la couturière juive
- Richard Bohringer : officier de la Gestapo
- Franck Pasquier : Jacquot

## Box-office
Le film a réalisé plus d'un million d'entrées à Paris. Il réalise 3 384 045 entrées en France, second plus grand succès de Truffaut au box-office, derrière Les Quatre Cents Coups.

## Distinctions

### Récompenses
Lors de la 6e cérémonie des César en 1981, le film remporta ces récompenses :
- César du meilleur film
- César du meilleur réalisateur - François Truffaut
- César du meilleur scénario original ou adaptation - François Truffaut et Suzanne Schiffman
- César du meilleur acteur - Gérard Depardieu
- César de la meilleure actrice - Catherine Deneuve
- César de la meilleure musique originale - Georges Delerue
- César du meilleur décor - Jean-Pierre Kohut-Svelko
- César de la meilleure photographie - Néstor Almendros
- César du meilleur son - Michel Laurent
- César du meilleur montage - Martine Barraqué

Le Dernier Métro fit l'exploit de remporter dix césars dont les cinq césars les plus prestigieux (meilleur film, meilleur réalisateur, meilleur scénario, meilleur acteur et meilleure actrice). Seul le film Amour (2012) de Michael Haneke, a réussi cette même performance des cinq César majeurs, lors de la 38e cérémonie en 2013,.

### Nominations
- Nomination au César du meilleur acteur dans un second rôle - Heinz Bennent
- Nomination au César de la meilleure actrice dans un second rôle - Andréa Ferréol

Pour le César de la meilleure actrice dans un second rôle, Andréa Ferréol fut battue par une actrice fétiche de Truffaut : Nathalie Baye.

## Production

### Scénario
Truffaut écrit le film entre mai et septembre 1979 avec Suzanne Schiffman dans la maison de cette dernière, à Vaison-la-Romaine. Deux semaines avant le tournage de manivelle, découvrant L’Atelier, une pièce de Jean-Claude Grumberg, il demande à celui-ci de réécrire certaines scènes. Touchant au Paris de l'occupation tel qu'il l'a vécu, mais aussi à ses origines juives, qu'il n'a découvertes qu'en 1968, c'est pour Samuel Blumenfeld "l’œuvre la plus secrète et la plus intime du réalisateur".

### Musique
On entend pendant le film plusieurs chansons des années 1930 et 1940. Entre autres, deux chansons interprétées par Lucienne Delyle, Mon amant de Saint-Jean et la Prière à Zumba, ainsi que Sombreros et Mantilles interprété par Rina Ketty.

### Tournage
Le film a été tourné du 28 janvier au 18 avril 1980.
Les scènes de théâtre ont été tournées au théâtre Saint-Georges à Paris.
Le tournage a ensuite eu lieu dans une chocolaterie désaffectée, rue du Landy à Clichy transformée en studio de cinéma pour reconstituer Paris sous l'Occupation.
Une des dernières scènes est tournée devant le domicile de Jean-Loup Cottins, 1 avenue de Camoëns (16e arrondissement de Paris),.

## Inspiration
Largement inspiré de l'ouvrage  du journaliste Hervé Le Boterf La vie parisienne sous l'Occupation publié en 1978, Le Dernier Métro raconte pour partie la vie de Margaret Kelly (la danseuse Miss Blubell) et de son mari Marcel Leibovici pendant l'Occupation. L'intrigue est calquée sur la pièce de théâtre Carola de Jean Renoir,, adaptée à la télévision américaine en 1973 avec Leslie Caron et parue à L'Avant-scène en 1976.
Le film comprend également de nombreuses références à l'actualité culturelle française des années 1940. Les arrestations successives, à la Libération, du personnage incarné par Jean Poiret sont très librement inspirées des déboires de Sacha Guitry. La scène où le personnage de Gérard Depardieu s'en prend au critique de Je suis partout est tirée d'un incident qui opposa Jean Marais à Alain Laubreaux.
Truffaut se cite aussi lui-même : les paroles d'amour de la pièce de théâtre jouée dans le film par les personnages de Catherine Deneuve et Gérard Depardieu sont tirés de son film La Sirène du Mississipi avec en particulier les expressions « C'est une joie et une souffrance » et «  L'amour fait mal ».

## Restauration et reprise
Le film fut restauré en haute définition et projeté au Festival de Cannes 2014 dans la section Cannes Classics avant de ressortir en salle le 15 octobre 2014 pour commémorer les 30 ans de la disparition de Truffaut (parallèlement avec l'exposition consacrée au réalisateur à la Cinémathèque française).

## Autour du film
- Le groupe de musique parisien Le Dernier Métro a décidé de s'appeler ainsi pour rendre hommage à un film « qui les a totalement bouleversés » (Technikart - juin 2014).
- Une pièce de théâtre, adaptée du film, est créée en 2018 par la compagnie STT, dans une mise en scène de Dorian Rossel. Le projet est notamment soutenu par l'ONDA (Office national de diffusion artistique). La pièce est jouée au Théâtre des Célestins de Lyon, à Annemasse et au Théâtre de Chelles.